# Rulon Gardner
Rulon Ellis Gardner (Afton, 16 agosto 1971) è un ex lottatore statunitense, specializzato nella lotta greco-romana.

## Palmarès
Olimpiadi
- 2 medaglie:
  - 1 oro (130 kg a Sydney 2000)
  - 1 bronzo (120 kg a Atene 2004).

Mondiali
- 1 medaglia:
  - 1 oro (130 kg a Patrasso 2001).

Giochi panamericani
- 1 medaglia:
  - 1 argento (120 kg a Santo Domingo 2003).